# Maharanga lycopsioides
Maharanga lycopsioides là loài thực vật có hoa trong họ Mồ hôi. Loài này được (C.E.C. Fisch.) I.M. Johnst. mô tả khoa học đầu tiên năm 1954.